# Mythoplastis
Mythoplastis är ett släkte av fjärilar. Mythoplastis ingår i familjen äkta malar.
Kladogram enligt Catalogue of Life:
| Mythoplastis | \| \| Mythoplastis chalcochra \| \| \| \| \| \| Mythoplastis exanthes \| \| \| \| |
|              | \| \| Mythoplastis chalcochra \| \| \| \| \| \| Mythoplastis exanthes \| \| \| \| |
|              | Mythoplastis chalcochra                                                           |
|              |                                                                                   |
|              | Mythoplastis exanthes                                                             |
|              |                                                                                   |